# جلسة تشريعية
يقصد بـ الجلسة التشريعية الفترة الزمنية التي يتم فيها انعقاد السلطة التشريعية في النظام البرلماني والنظم الرئاسية على حد سواء، بغرض سن القوانين، عادة ما تكون واحدة من اثنتين أو أكثر من الانقسامات الأصغر للفترة الزمنية بأكملها والواقعة بين عمليتين انتخابيتين. تختلف إجراءات الافتتاح والختام والأعمال الواقعة بين الجلسات قليلًا من دولة لأخرى.

## الإجراء العام
تاريخيًا، تستمر كل جلسة من جلسات البرلمان أقل من عام واحد، مع التوقف ومد أجل المدة التي خلالها يمكن للمشرّعين العودة إلى دوائرهم الانتخابية. في الآونة الأخيرة، أتاح التطور الذي شهدته وسائل النقل لهؤلاء الأفراد سهولة السفر وكثرة الانتقال من عاصمة السلطة التشريعية إلى الدوائر الانتخابية الخاصة بهم (يطلق عليها في بعض الأحيان الدوائر الانتخابية) لفترات زمنية قصيرة، وهذا يعني أن الجلسات البرلمانية عادةً ما تستمر لأكثر من عام واحد، على الرغم من اختلاف طول مدة انعقاد الجلسات. وتأتي خطة الهيئات التشريعية لجداول أعمالها وفقًا لـ تقويم تشريعي، يتمثل دوره في تحديد آلية المتابعة في مناقشة مشاريع القوانين قبل توقف الجلسات، على الرغم من جواز أن ينظر المشرّعون من خارج الجلسة أو أثناء الجلسة، خلال الأيام التي لا يجتمع فيه البرلمان، في المسائل ذات الصلة وغير الرسمية .
في حين يتم تعليق أعمال البرلمان بين جلستين تشريعيتين، يتواصل تشكيل السلطة التشريعية  – على سبيل المثال، في حالة حدوث انتخابات عامة وبالتالي احتفاظ كافة أعضاء البرلمان بمقاعدهم. وفي العديد من الهيئات التشريعية، تؤدي عملية مد الأجل إلى شطب كافة أوامر الهيئة – ومشاريع القوانين والمقترحات، وما إلى ذلك. – . وبالتالي يجب عدم الخلط بين مد الأجل وبين فترات الاستراحة وحالات التأجيل والعطلات الفاصلة من التشريعات، وبعدها يمكن استئناف دراسة مشاريع القوانين تمامًا من حيث توقفت. ومع ذلك، في المملكة المتحدة، تغيرت قليلًا الممارسة الخاصة بإنهاء كافة مشاريع القوانين عند التأجيل؛ ويمكن ترحيل مشاريع القوانين العامة من الجلسة التشريعية المحددة إلى أخرى.
يتخلل الجلسات هذا الفاصل لمنع مجلس الشيوخ من عقد جلساته أثناء الحملات الانتخابية وإلى إنهاء كافة أعمال الغرفة العليا قبل بدء الجلسة التشريعية التالية. ومن غير المألوف أن تمنح جلسة البرلمان فترة استراحة خلال العطلات واستئنافها بعد ذلك تمامًا بعد عدة أسابيع عند المكان الذي توقت عنده. واليوم تنهي الحكومات الجلسات في الوقت الذي تراه أكثر ملاءمة لذلك، وفي كثير من الأحيان، ستبدأ الجلسة الجديدة في نفس اليوم الذي انتهت فيه الجلسة السابقة. في كثير من الحالات، عندما يعقد البرلمان من جديد جلسة تشريعية جديدة، يلقي رأس الدولة، أو ممثل عنه كلمةً أمام الهيئة التشريعية أثناء حفل الافتتاح.
في النظام البرلماني والنظام الرئاسي على حد سواء، يشار إلى الدورات باسم الهيئة مصحوبًا بـالعدد الترتيبي على سبيل المثال الجلسة الثانية لـ البرلمان الكندي التاسع والثلاثين أو الجلسة الأولى لـ الكونجرس الأمريكي المائة والتسعين.

## الإجراء المتبع في دول الكومنولث

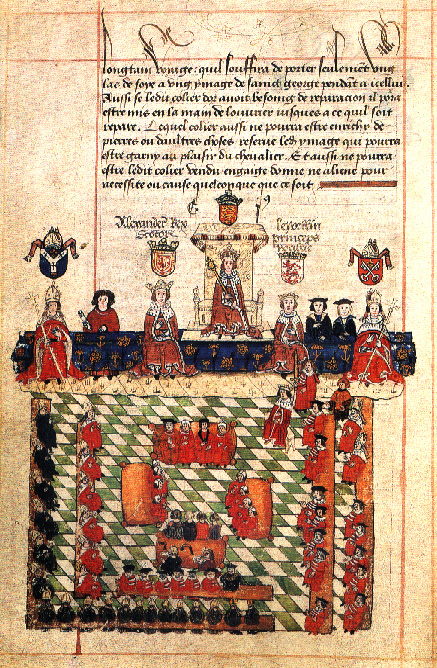
تصوير لـ برلمان إنجلترا في إحدى جلساته، برئاسة الملك إدوارد الأول، حوالي عام 1300

في دول الكومنولث، قد تستمر الجلسات التشريعية في الانعقاد من بضعة أسابيع إلى أكثر من عام؛ وبين الانتخابات العامة، عادةً ما يكون هناك مساحة لعقد من جلسة إلى ست جلسات قبل حلها بواسطة ولي عهد المجلس أو انتهاء أجل المدة المنصوص عليها قانونيًا. وتبدأ كل جلسة بـ خطاب العرش السامي، الذي تتم قراءته على أعضاء من كلا المجلسين التشريعيين إما من خلال الملك الحاكم أو نائب الملك أو ممثل آخر. وبعد إلقاء هذا الخطاب، يقوم مجلسا البرلمان في بعض الدول بطرح مشروع قانون شكلي بوصفه رمزًا للاعتراف بحق البرلمان في إعطاء الأولوية للمسائل محل النقاش وليس لكلمات جلالته أو جلالتها (دائمًا ما يكتبها مجلس الوزراء الحالي).
يتم ترقيم مشاريع القوانين في كل جلسة من الجلسات؛ ففي كندا على سبيل المثال، يتم ترقيم كافة مشاريع القوانين التي تنظرها المجالس الحكومية في فترات زمنية بهذا الشكل من C-2 إلى C-200 (بالنسبة لـ مجلس العموم) وبهذا الشكل S-2 إلى S-200 (بالنسبة لـ مجلس الشيوخ)، ثم العودة مجددًا إلى C-2 وS-2 بعد مد الأجل (دائما ما تشير C-1 وS-1 إلى مشاريع القوانين الشكلية السالفة).
وفي برلمان المملكة المتحدة، يسبق عملية مد الأجل مباشرةً خطابًا يتم إلقاؤه على المجلسين التشريعيين على حد سواء، مع اتباع الإجراءات المماثلة لخطاب العرش السامي. وعادةً ما يوافق الملك على إلقاء خطبة يأتي خلالها على ذكر أحداث الجلسة التشريعية السابقة، مبينًا مشاريع القوانين الرئيسية وغيرها من المهام التي تضطلع بها الحكومة ولكن نادرًا ما يلقيه شخصيًا، وقد كانت الملكة فيكتوريا آخر من فعلت ذلك. وبدلًا من ذلك، يتولى اللوردات المنتدبون مهمة إعداد الخطاب ويتولى قائد مجلس اللوردات قراءته. وعندما قام الملك تشارلز الأول بحل برلمان إنجلترا عام 1628، بعد حق الالتماس، ألقى خطاب مد أجل؛ حيث ألغى بموجبه بفعالية كافة الاجتماعات المستقبلية للهيئة التشريعية، على الأقل لحين حصوله مرة أخرى على الموارد المالية المطلوبة.
في الأنظمة البرلمانية الكندية والبريطانية، عادةً ما يتم مد أجل الهيئة التشريعية عند الانتهاء من جدول الأعمال المنصوص عليه في خطاب العرش السامي، يعرف في المملكة المتحدة باسم البرنامج التشريعي، ويظل في فترة خمول دون انعقاد لحين قيام الملك، أو الحاكم العام، أو نائب الحاكم، أو الحاكم باستدعاء البرلمانيين مرة أخرى. ومع ذلك، في كندا، تسببت حالات مد الأجل في إثارة التكهنات بأن رئيس وزراء كندا قد نصحهم بعقد جلسة لأغراض سياسية: على سبيل المثال، في البرلمان الأربعون، وقعت حالة مد الأجل الأولى في خضم النزاع البرلماني، الذي فيه أعربت الأحزاب المعارضة عن نيتها في هزيمة حكومة الأقليات، أما حالة مد الأجل الثانية فقد أثارت شكوك أعضاء البرلمان المعارضين وظنوا أنها ذريعة لتجنب إجراء التحقيقات في قضية المعتقلين الأفغان والتي كانت سببًا في إثارة احتجاجات المواطنين. وبالمثل، جرى مد أجل الهيئة التشريعية لمقاطعة أونتاريو بكندا في أكتوبر 2012 في ظروف مماثلة، ويقال أنها تأجلت لتجنب البحث بدقة في عددٍ من القضايا.
ربما تتمثل القضية الأبرز لسوء استعمال مد الأجل المزعوم في تاريخ المملكة المتحدة الأخير في جلسة البرلمان القصيرة المنعقدة في سبتمبر وأكتوبر 1948، والتي اشتملت على خطاب الملك في 14 سبتمبر 1948 ومد الأجل في 25 أكتوبر. واستخدمت حكومة حزب العمال كليمنت أتلي هذه الوسيلة لضمان سن قانون البرلمان لعام 1949 بطريقة أسرع مما يقلص من صلاحيات مجلس اللوردات.

## الإجراء المتبع في الولايات المتحدة
في الولايات المتحدة، تجتمع بعض الهيئات التشريعية الحكومية فقط في بعض فترات من العام. وفي حالة ما إذا زادت كمية الأعمال التي يلزم تناولها قبل تاريخ انعقاد الجلسة العادية التالية، فيمكن لـ المدير التنفيذي (مثل الحاكم) أن يدعو إلى انعقاد جلسة خاصة.